# Медицински факултет (Софийски университет)
Медицинският факултет е един от 16-те факултети на Софийския университет.
Медицински факултет съществува в структурата на Софийския университет от 1917 до 1950 година, когато е отделен в самостоятелна Медицинска академия, днес Медицински университет – София.
През 2003 година ръководството на Софийския университет решава да създаде нов медицински факултет в структурата на университета и организирането му започва през 2006 година. Първият випуск от бъдещи лекари започва обучението си в Университетска болница „Лозенец“ през 2007 година. През 2009 година с пълно мнозинство за декан на възстановения Медицински факултет е избран доц. Любомир Спасов, директор на болницата.
Продължителността на обучението на студентите по Медицина в Медицинския факултет е 6 години (12 семестъра).

## Специалности
Днес в УБ „Лозенец“ се обучават десетки студенти в специалностите:
- Медицина
- Медицинска сестра
- Медицинска рехабилитация и ерготерапия

## Ръководство
Декан: Професор Д-р Любомир Спасов, дм
Заместник-декани:
- Проф. дмн д-р Веселин Кожухаров
- Доц. д-р Десислава Лазарова
- Проф. дмн Диана Иванова
- Проф. д-р Геновева Златева